# Carignano Football Club
Il Carignano Football Club era un'antica società calcistica di Carignano fondata nel marzo del 1912.
Nel 1920-1921 debuttò nel campionato di Prima Categoria (massima serie dell'epoca) arrivando sesta su 6 squadre partecipanti, nel girone A Piemontese.
La partecipazione alla prima categoria si concluse con un risultato poco lusinghiero: un pareggio e nove sconfitte su dieci partite disputate, solo 5 reti segnate contro le 42 subite.
Nonostante ciò la squadra della piccola città ebbe la soddisfazione di incontrare il Torino e la Juventus nella competizione nazionale di massimo livello corrispondente all'attuale Serie A.
- Juventus - Carignano 5-1
- Carignano - Juventus 1-7
- Carignano - Torino 0-1
- Torino - Carignano 6-1

Retrocessa, sparì nel nulla.